# 雨森清貞
雨森 清貞（あめのもり きよさだ）は、戦国時代から安土桃山時代にかけての武将。浅井氏の家臣。通称である弥兵衛尉（やひょうえのじょう）の名で知られる。近江国伊香郡雨森城主。

## 生涯
近江国伊香郡雨森の出身で、浅井氏の旗頭を務めた。また、天文13年（1544年）には奏者として浅井久政の書状に名前があり、ことに久政には重用されていたという。各地の合戦で活躍していたようだが、清貞に関する資料が少なく詳しい事績はよくわかっていない。最後まで浅井長政に従い、1573年の小谷城の戦いで奮戦して、長政から感謝状を貰ったとされる。しかし、浅井氏は滅亡し、清貞も討ち死し、または逃亡したとも伝わる。なお、羽柴秀吉に仕えた雨森清兵衛は、同一人物とも言われるが、不明である。また、この清貞の名も確定的なものではなく、本当に「清貞」と名乗っていたかは不明である。海北綱親・赤尾清綱・雨森清貞の三将の頭文字を取って「海赤雨の三将」と総称された。